# Fagoterapia
Fagoterapia é o estudo dos bacteriófagos (ou apenas fagos), que é um tipo de vírus que infecta as bactérias, e suas aplicações na cura das doenças causadas por bactérias.
A técnica consiste em inocular no paciente estes bacteriófagos (fagos), que matam as bactérias causadoras da doença de interesse. A fagoterapia caiu no esquecimento devido ao sucesso dos antibióticos e pela falta de um meio de purificar os fagos. Segundo matéria da revista MegaCurioso, a vantagem desta técnica sobre os antibióticos é que, embora os antibióticos funcionem indiscriminadamente, matando tanto a bactérias causadoras de doenças quanto as saudáveis, cada tipo de bacteriófago é precisamente direcionado a um tipo muito específico de bactérias.
A desvantagem é que, se um médico não sabe exatamente quais espécies de bactérias infectou um paciente, ele deve criar um coquetel de muitos tipos diferentes de bacteriófagos para garantir a eficácia.